# 回復期リハビリテーション
回復期リハビリテーション（かいふくきリハビリテーション、英語: recovery rehabilitation）とは、いわゆる急性期を脱し在宅復帰を目指すために行われるリハビリテーションのこと。

## 概要
リハビリテーションは、急性発症する傷病（脳卒中など）においてはその時期により急性期、回復期、維持期（生活期）、終末期に分けられる。
各ステージごとのリハビリテーション医療
急性期 - 疾患・リスク管理、廃用症候群の予防。
回復期 - 疾患・リスク管理に留意、ADLの改善が中心、自宅復帰が目標、各種の訓練を集中的に。
維持期（生活期） - 体力や活動の維持・改善、生活環境の整備、参加の促進、介護負担の軽減などに努め、自立生活を支援。
終末期 - 加齢や障害のため自立が期待できず、自分の力で身の保全をなし得ない人びとに対して、最期まで人間らしくあるよう医療、看護、介護とともに行うリハビリテーション活動。
2000年（平成12年）4月、回復期リハビリテーション病棟が医療保険に創設される。

## 回復期リハビリテーション病棟
日本における医療供給体制は病床数が欧米諸国と比較して供給過多のため、急性期病床削減による稼働率アップによる医療資源の有効活用と、患者を療養型病床群に入院することによる医療費の拡大を抑制し在宅復帰を目指すため2000年に新設された病棟。但し、脳卒中や大腿部骨折、廃用症候群などある程度限定された患者が入院し、リハビリ医や理学療法士（PT）、作業療法士（OT）、言語聴覚士（ST）らの支援で集中的な訓練に取り組む病床。全国回復期リハビリテーション病院協議会によれば、2007年現在、届出病床数（累計）42,174床 937病棟となっている。

## 入院できる疾患
1. 脳血管疾患、脊髄損傷、頭部外傷、クモ膜下出血のシャント手術後、脳腫瘍、脳炎、急性脳症、脊髄炎、多発性神経炎、多発性硬化症、腕神経叢損傷等の発症又は手術後、義肢装着訓練を要する状態。入院までの日数2か月以内、算定期間150日。
2. 高次脳機能障害を伴った重症脳血管障害、重度の頸髄損傷、頭部外傷を含む多部位外傷の発症又は手術後。入院までの日数2か月以内、算定期間180日。
3. 大腿骨、骨盤、脊髄、股関節又は膝関節、2 肢以上の多発骨折の発症又は手術後。入院までの日数2か月以内、算定期間90日。
4. 外科手術又は肺炎等の治療時の安静により廃用症候群を有しており、手術後又は発症後。入院までの日数2か月以内、算定期間90日。
5. 大腿骨、骨盤、脊髄、股関節又は膝関節の神経、筋又は靭帯損傷後。入院までの日数2か月以内、算定期間60日。

となっている。

## 2008年の改定
2000年以降、一般病床や療養型病床から回復期に変更する病院が増えたため、2008年診療報酬改正で、医療費抑制に枠が定められた。それは、自宅復帰率60%以上。重症度の高い患者15%以上をクリアしないと、入院基本料が削減されることとなった。また重症患者回復病棟加算が加われば、1日につき50点が上乗せされるが、これは、2008年度診療報酬改定での、特殊疾患病棟入院料と障害者施設等入院基本料の算定要件だった「重度の肢体不自由児（者）または脊髄損傷等の重度障害者」から、脳卒中患者らが10月から除外されることが要因と考えられる。

## 選択のポイント
回復期リハビリテーション病棟の場合、リハビリ専門医の充実が１つの大きな指標となる。また理学療法士（PT）、作業療法士（OT）、言語聴覚士（ST）、リハビリ看護師の役割も非常に重要である。リハビリを行う時間（単位）数が１つの指標となる。行っているリハビリの内容にも病院ごとで多少の差違があるため、吟味が必要である。
1日何単位のリハビリを行うのか。リハビリの休日はあるのかなどが重要になる。最近の回復期リハビリテーション病院では、土日祝日休みなしのリハビリを行い、早期社会復帰を目指している。回復期リハビリテーション病棟では患者1人に対し1日に9単位までリハビリテーションを行える。つまりは1単位が20分である事より、最大180分（3時間）までリハビリテーションを実施できる。病院の施設基準や人員配置、疾患等によって異なるが、各加算等を除き1単位(20分)80点から245点である（1点=10円)。昨今の改正により、回復期リハビリテーション病棟入院料については入院患者の自宅復帰率や重症患者受け入れ率により区分(回復期リハビリテーション病棟入院料1,2)があるものの、実質引き上げとなり一定の評価を受けている。また365日リハビリテーションを実施する事や、患者1人に対し6単位以上の充実したリハビリテーションを実施する事が評価され、点数が加算される事となった。これらの事より、手厚い人員配置と提供体制による充実したリハビリテーションが実施提供される事が望まれているといえる。また、リハビリテーションを実施提供するセラピスト側については、1週間に108単位(1日最大24単位まで)までしかリハビリテーションを実施しても算定できないという制限がある。
行われているリハビリテーションの内容については、各リハビリテーション病院ホームページなどで確認することが望ましい。中には、藤田保健衛生大学七栗サナトリウムのように、大学病院の特色を生かしたリハビリテーションを行っている病院も存在する。

## 病院経営について
2000年に制定されたこの制度であるが、当初は、2003年に療養型病床入院料が大幅に削減され、一般病床との役割区分が明確化されたことがある。近年では、障害者施設からの転換も増大に大きく寄与している。但し近年、急性期病院におけるケアが充実し急性期リハビリが行われることなどにより、重症度の高い患者が少なくなってきている点も指摘されている。今後は淘汰の時代が始まると予想されている。最近では、初台リハビリテーション病院や千里リハビリテーション病院といった、入院患者へのアメニティとリハビリテーションの強化を図る病院も登場している。急性期病院よりも、平均在院日数が平均2か月に及ぶ回復期リハビリテーション病院の方が、よりアメニティの充実が求められている。但し患者の経済状況から受けることのできるサービスの違いが露呈してきているとの指摘もある。病院経営にとっても、厳しい環境に立たされている。